# 最上級 I LIKE YOU
「最上級 I LIKE YOU」は、1995年11月22日にリリースされた高橋由美子の18枚目のシングルである。

## 解説
平松愛理による提供曲で、平松自身もアルバム『Reborn』でセルフカバーしている。
2009年の『ゴールデン☆ベスト』に収録されるまで長らくアルバム未収録のシングル曲の一つだった。

## 収録曲
1. 最上級 I LIKE YOU
  - 作詞作曲：平松愛理 / 編曲：清水信之
2. 何も言えなくて
  - 作詞：柚木美祐 / 作曲：佐藤健 / 編曲：林有三
3. 最上級 I LIKE YOU（オリジナル・カラオケ）
4. 何も言えなくて（オリジナル・カラオケ）